# مجموعة جيوش أستمارك
مجموعة جيوش أستمارك ( (بالألمانية: Heeresgruppe Ostmark) ) كانت مجموعة الجيش الألماني التي تشكلت في وقت متأخر جدا في الحرب العالمية الثانية.
تم تشكيل مجموعة جيوش أستمارك في 2 أبريل 1945 من فلول مجموعة الجيوش الجنوبية ( Heeresgruppe Süd ). عملت مجموعة جيوش أستمارك في النمسا وتشيكوسلوفاكيا. وكانت واحدة من آخر التشكيلات العسكرية الألمانية الكبرى التي استسلمت للحلفاء. استسلم القائد الوحيد لهذه المجموعة العسكرية، الدكتور لوثر ريندوليك، في سانت مارتن، النمسا العليا، في 7 مايو 1945.

## القائد
صورة
| الاسم | تولى المنصب      | ترك المنصب                                 | الحزب        | الحزب      |         |
| ----- | ---------------- | ------------------------------------------ | ------------ | ---------- | ------- |
| 1     | Dr. لوثر رندوليك | Generaloberst Dr. لوثر رندوليك (1887–1971) | 2 April 1945 | 8 May 1945 | 36 أيام |